# San Joaquín, Tierra Blanca
San Joaquín är en ort i Mexiko.   Den ligger i kommunen Tierra Blanca och delstaten Veracruz, i den sydöstra delen av landet, 300 km öster om huvudstaden Mexico City. San Joaquín ligger 51 meter över havet och antalet invånare är 230.
Terrängen runt San Joaquín är platt. Runt San Joaquín är det ganska tätbefolkat, med 75 invånare per kvadratkilometer. Närmaste större samhälle är Tetela, 17,0 km väster om San Joaquín. Trakten runt San Joaquín består till största delen av jordbruksmark.